# Sámuel Mikoviny

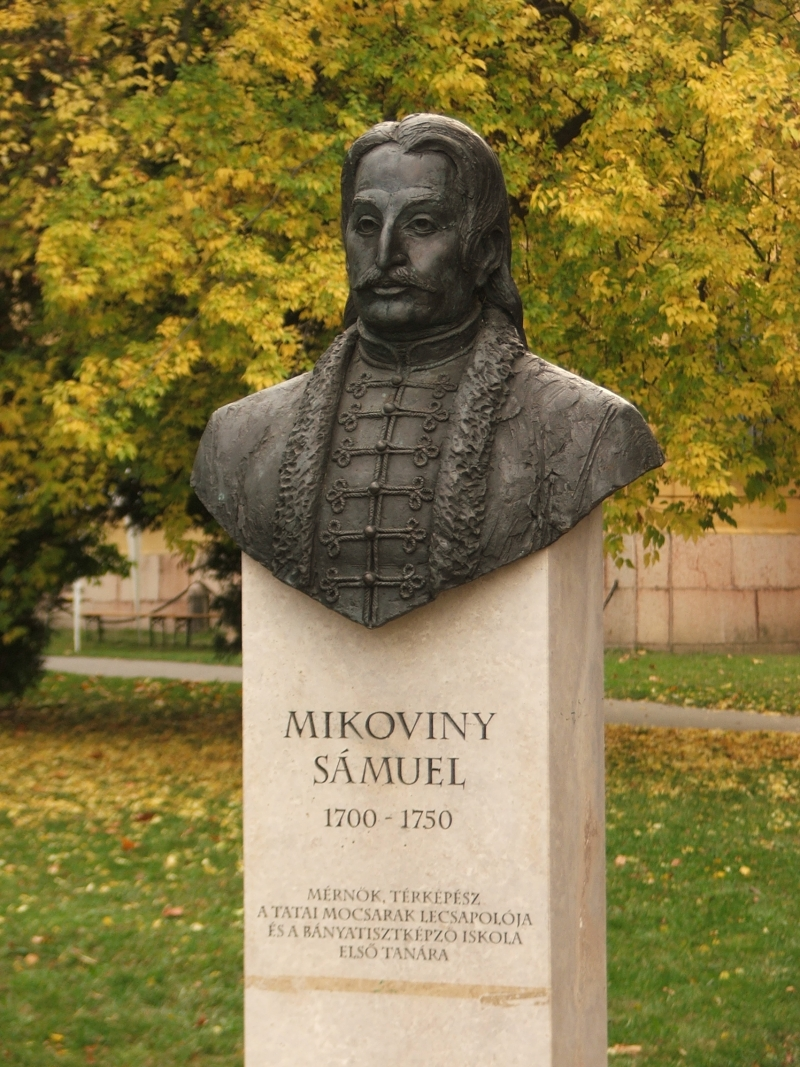

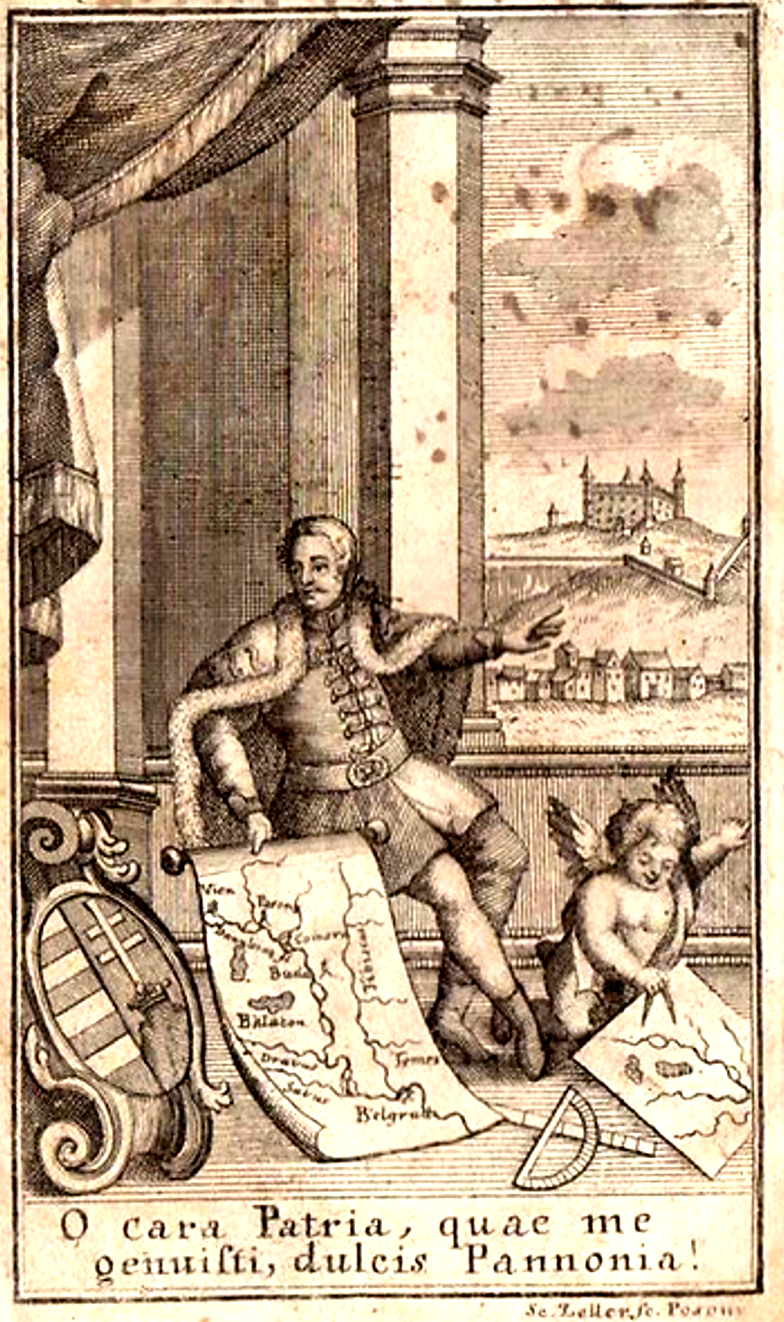
Porträt von Sebestyén Zeller. Mikovíny hält eine Karte Ungarns mit der Preßburger Burg im Hintergrund. Die Inschrift liest „O Cara Patria quae me genuisti, dulcis Panonia“ – O, meine süße Heimat, die mich gebar, Pannonien.

Sámuel Mikoviny (auch Mikovini, Mikovíni oder Mikovíny) (* 1686 in Szinóbánya oder 1698 in Ábelfalva; † 23. März 1750 bei Trencsén) war ein ungarischer Mathematiker, Ingenieur und Kartograf. Im 18. Jahrhundert gehörte er zu den führenden Wissenschaftlern des Königreichs Ungarn und der habsburgischen Erblande.
1735 wurde er Mitglied der Königlich Preußischen Societät der Wissenschaften.

## Werke
- Samvelis Mikovini Nob. Hungari, Epistola De Methodo Concinnandarum Mapparum Hungariae Topographicarum: Ad Virvm Clarissimvm Matthiam Belium… Posonii, Joannes Paulus Royer 1732[1]
- Mappa Comitatus Posoniensis. Accuratione Astronomico-Geometrica concinnata opera S. Mikoviny. Viennae, Paullus Straub 1735[2]
- Epistola ad J. J. Marinonium de quadratura circuli. Wien: Straub, 1739